# أكرض نسماعيل (آيت كرمون)
أكرض نسماعيل هو دُوَّار يقع بجماعة سبت النابور، إقليم سيدي إفني، جهة كلميم واد نون في المملكة المغربية. ينتمي الدوّار لمشيخة آيت كرمون التي تضم 25 دوار. يقدر عدد سكانه بـ 249 نسمة حسب الإحصاء الرسمي للسكان والسكنى لسنة 2004.

## روابط خارجية
- البوابة الوطنية للجماعات الترابية
- المندوبية السامية للتخطيط